# Entre Lagos
Entre Lagos es una localidad de la comuna de Puyehue en la zona sur de Chile, ubicada en la Provincia de Osorno, en la Región de Los Lagos.
Está ubicada al este de Osorno, en el borde del lago Puyehue, cercano al río Pilmaiquén que nace del lago del mismo nombre. Dada la ubicación de la ciudad entre los lagos Puyehue por el norte y Rupanco por el sur, la localidad toma su nombre de su ubicación entre estos dos lagos.
Entre Lagos tiene una superficie de 1,8 km², y según el censo del año 2017, posee una población de 4 933 habitantes , lamentablemente no cuenta con Planta de Tratamiento de Aguas Servidas provocando un gran daño al Medio Ambiente.

## Historia
Su denominación data de 1971, cuando por Ley N° 17.546 se creó la Villa de Entre Lagos por el presidente Salvador Allende .El 8 de enero de 1972 se fundó oficialmente la Ilustre Municipalidad de Entre Lagos y nombrada alcaldesa  Blanca Valderas Garrido.
El artículo 15 de la Ley N° 18.715 del 13 de junio de 1988 en plena Dictadura militar (Chile) cambió el nombre de la comuna al de Puyehue, en referencia al lago, volcán y complejo termal de ese nombre.
El surgimiento de Entre Lagos se remonta a comienzos de siglo XX, específicamente en los albores de 1930. Sobre el espacio que ocupa la actual ciudad se ubicaba en 1930 el Fundo Entre Lagos, terreno rural con una extensión cercana a las 10 000 hectáreas (ha.) de propiedad de la Familia Fuschlocher destinado a la producción agrícola y ganadera por un periodo cercano a diez años, hasta que su dominio fue traspasado a la Caja de Colonización Agrícola. Bajo el loteo y saneamiento realizado por este organismo se inició la venta de predios adquiridos por una serie de compradores entre los cuales se debe destacar al Sr. Sigisfredo García Casas y su señora Delia Nègrier Theiler, considerados los impulsores del proceso de fundación de lo que corresponde actualmente a la comuna de Puyehue y a la ciudad de Entre Lagos, quien destinó alrededor de 1.800 ha. para la creación de un pueblo, en los márgenes del Lago Puyehue, que fomentara la conectividad lacustre entre el circuito precordillerano y ribereño, y por el carácter estratégico del emplazamiento, también con los centros poblados mayores, especialmente con la ciudad de Osorno.
En el año 1938 la fundación del poblado se convirtió en una realidad, de esta manera don Sigisfredo, y su esposa, doña Delia, dieron inicio al proceso de su poblamiento ubicando y localizando a familias que buscaban iniciar su vida en medio de la precordillera andina. Junto a la instalación del poblado, se desarrollaron las primeras actividades productivas e industriales, donde la extracción de madera cumplió un rol relevante en el desarrollo y consolidación de la ciudad. Con la instalación de la Sociedad Maderera del Sur (SOMASUR), por acción centralizada de CORFO en el marco del gobierno radical de Pedro Aguirre Cerda, pasaría a convertirse en una importante industria y polo de desarrollo de la zona, impulsando procesos migratorios, aumento de población y crecimiento para la localidad.

## Referencias

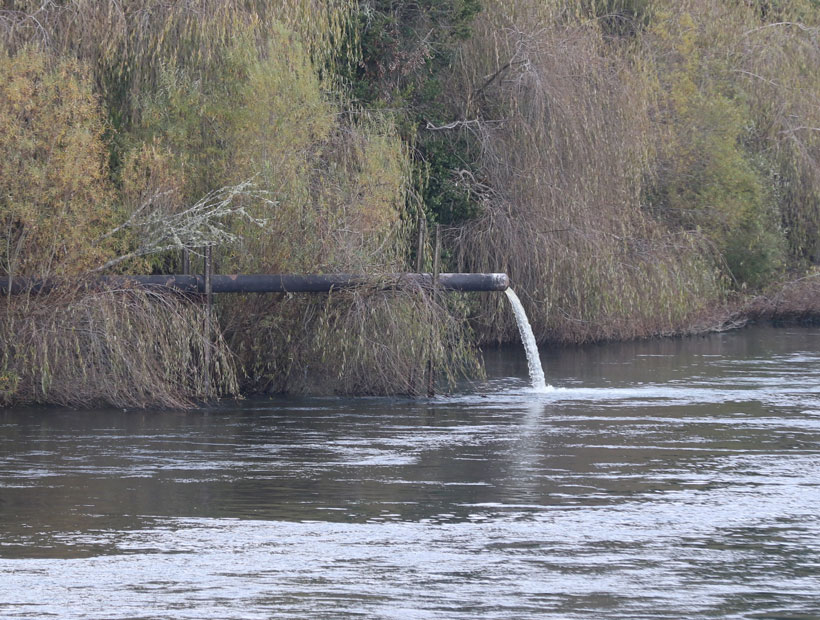